# Perseo Miranda
Perseo Miranda född 15 mars 1970 är en italiensk, sångare, radioprogramledare och låtskrivare.

## Diskografi
- Perseo Miranda - Perseo Miranda and his theatre (1980-1981)
- Perseo Miranda - I sayd I look away' (1981)
- Perseo Miranda - Light and darkness (2006)
- Perseo Miranda - Evolution of the spirit (2007)
- Perseo Miranda - Parallel dimensions (2008)
- Perseo Miranda - Praise my Day (2009, Erga Editions)[1].
- Perseo Miranda - A silence that screams, in a broken dreams (2010, Erga Editions)
- Perseo Miranda - a silence that screams (2010, Erga Editions)[2].

## Publikationer
- Manuale di astrologia (2001)[3].
- Gli astri dicono (2003)[4].